# Carpineti
Carpineti là một đô thị ở tỉnh Reggio Emilia trong vùng Emilia-Romagna, có vị trí cách khoảng 70 km về phía tây của Bologna và khoảng 30 km về phía tây nam của Reggio Emilia. Tại thời điểm 31 tháng 12 năm 2004, đô thị này có dân số 4.257 và diện tích 89,6 km².

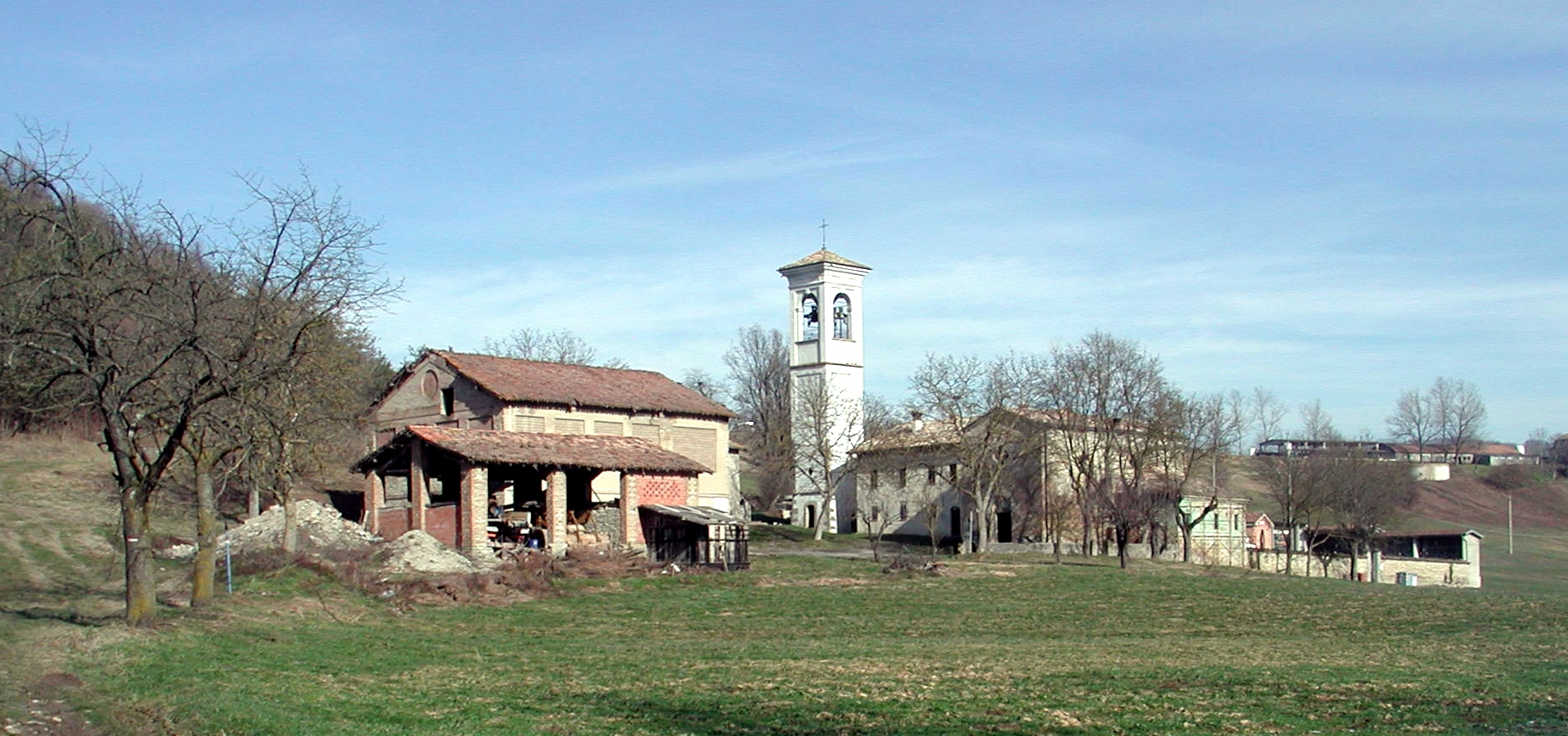
Nhà thờ San Donnino ở Carpineti

Đô thị Carpineti có các frazioni (các đơn vị cấp dưới, chủ yếu là các làng) Bera, Branciglia, and.
Carpineti giáp các đô thị: Baiso, Casina, Castelnovo ne' Monti, Toano, Viano, Villa Minozzo.